# 心基叶溲疏
心基叶溲疏（学名： D taiwanensis Schneider）为虎耳草科溲疏属下的一个种。

## 扩展阅读
- 維基物種上的相關：心基叶溲疏

1. ↑  GBIF